# Kie Kitano
Kie Kitano (北乃 きい Kitano Kie?,  Yokosuka, Prefectura de Kanagawa, 15 de marzo de 1991) es una actriz, cantante y gravure idol japonesa. Está afiliada a la agencia Foster.

## Carrera
Kitano es exmiembro del equipo de celebridades Miss Magazine. En 2005, ganó el Premio Miss Magazine, convirtiéndose en la más joven (14 años) en recibir ese premio. En 2007, protagonizó el drama Life. Para representar adecuadamente a su personaje, Kitano ahorró y compró cada volumen del manga en el que se basa el drama. Ganó el 31° Premios de la Academia Japonesa por Kofuku no Shokutaku, en la categoría de Nuevo Actor. En febrero de 2008, también ganó el 29° Festival de Cine de Yokohama con la misma película. Después de actuar en Life y Kofuku no Shokutaku, fue elegida para aparecer en el video promocional del sencillo lanzado el 10 de octubre de 2007 por Little. Entre diciembre de 2007 y enero de 2008, fue elegida como la tercera gerente animadora del Torneo de Fútbol de la Escuela Secundaria de Japón, siguiendo a Maki Horikita y Yui Aragaki. Fue nominada al Premio a la Mejor Actriz de Reparto en el Festival de cine de Milano en 2014 por su impresionante interpretación de la asistente de un productor de música en "The Tenor Lirico Spinto".

## Filmografía

### Dramas
- 14 Sai no Haha (2006)
- Life (2007)
- Taiyō to Umi no Kyōshitsu (2008)
- Nagareboshi (2010)
- You Kame's Cicada (2010)
- Toilet no Kamisama (2011)
- School (2011)
- Cleopatra Ladies -Eternal Desire for Beauty (2012)
- Gintama: Mitsuba-hen (2017), Mitsuba[3]
- Konuka Ame (2017), Osumi

### Películas
- Yubisaki kara Sekai wo (2006)
- Kofuku no Shokutaku (2007) - protagonista
- Speed Master (2007)
- Spider-Man 3 (2007) - Mary Jane Watson (narradora de Kirsten Dunst)
- GeGeGe no Kitaro Sennen Noroi Uta (2008) como Kaede Hiramoto
- Love Fight (2008) - protagonista
- Postman (2008)
- Half Way (2009)
- Pokémon: Arceus and the Jewel of Life - Sheena (voz, 2009)
- Bandage (2010)
- Bushido Sixteen (2010)
- Tokyo Story (2013)
- Jōkyō Monogatari (2013)
- The Tenor Lirico Spinto (2014)
- I Don't Have Many Friends (2014)
- Teacher And Stray Cat (2015)
- Tap The Last Show (2017)[4]

### Álbum de fotos
- First Step (2007)
- Kitano Moyō (北乃模様?) (2008)

### Vídeos promocionales
- "I Can See Clearly Now" por Beat Crusaders (2005)
- "Pink Candy -the movie-" por Kotaro Oshio (2007)
- "Yume no Sei" (夢のせい?) por Little (2007)
- "Kibō no Uta/Kaze" (希望の唄／風?) por Funky Monkey Babys (2008)

## Discografía
(Todos publicados bajo la discográfica Avex Group a menos que se indique lo contrario).

### Álbumes
- Shin (心?) (2011-04-13)
- Can You Hear Me? (2012-03-14)

### Sencillos
- "Sakura Saku" (サクラサク?) (2010-02-24)
- "Hanataba" (花束?) (2010-08-11)
- "Kizuna" (絆?) (2011-03-02)[5]
- "Darl:orz" (2012-01-18)

### Chakuuta
- "Sakura Mau" (桜舞う?)